# وشم مواج
وشم مواج (نام علمی: Crypturellus undulatus) نام یک گونه از سرده دمچه‌پنهان‌ها است.